# Adriaen Collaert

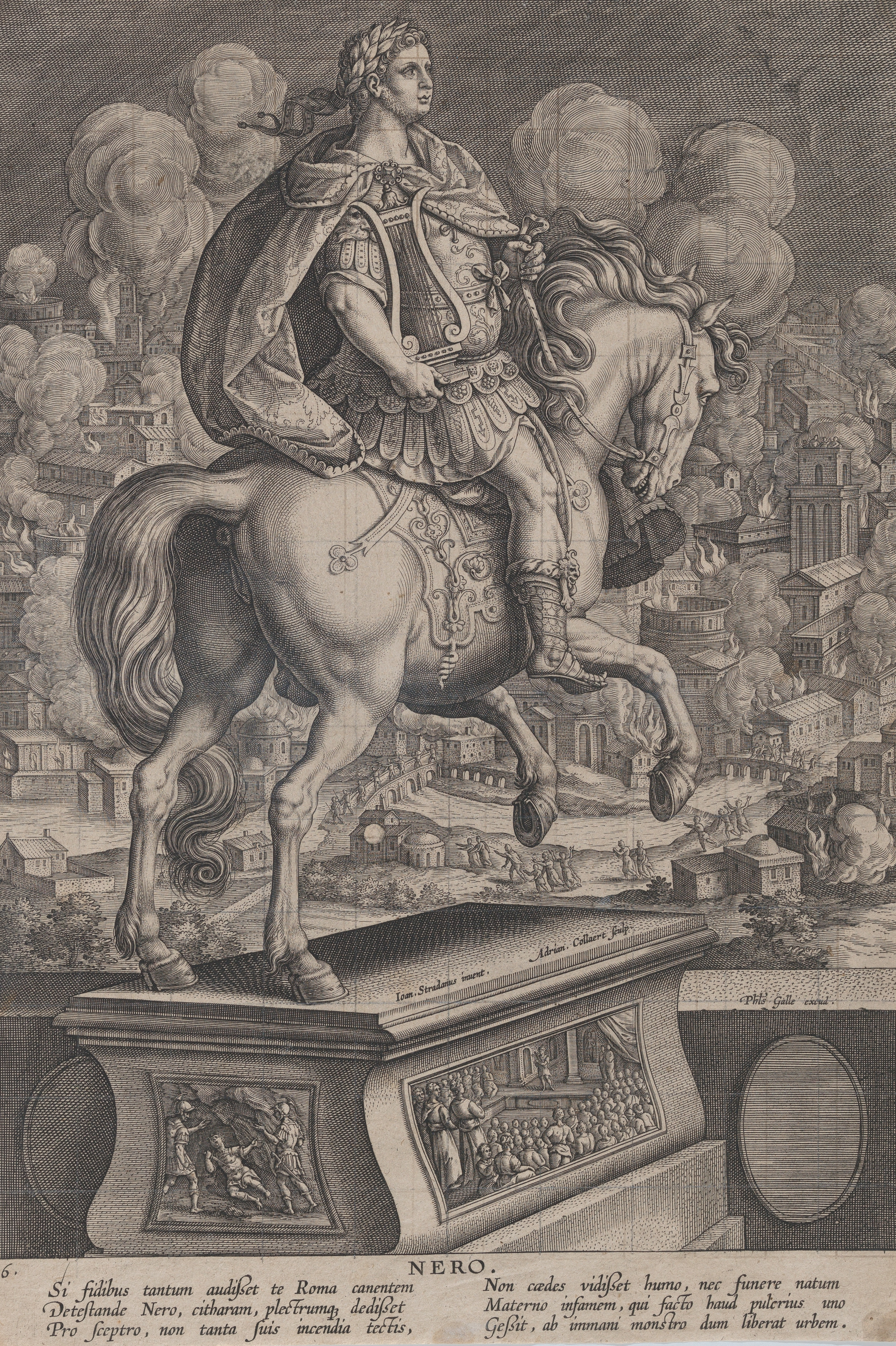
Neros ryttarstaty med det brinnande Rom i bakgrunden från 1597.

Adriaen Collaert, född cirka 1560 i Antwerpen, död där 29 juni 1618, var en flamländsk gravör och illustratör. Han var son till Hans Collaert och bror till Jan Collaert, bägge gravörer. Adriaen Collaert var gift med Justa Galle, dotter till gravören Philip Galle.
Collaert var medlem av Lukasgillet i Antwerpen och hans motivvärld var omfattande.

## Exempel på egna verk
- Jesu Kristi liv
- Fåglar
- Fiskar
- Den helige Antonius frestelse
- Den heliga Apollonia

## Exempel på verk efter andra konstnärer
- Årets tolv månader, efter Joos de Momper
- De fyra kontinenterna, efter Maerten de Vos
- Yttersta domen, efter J. Stradan.
- Tolv landskap, efter Hendrick Van Cleve III
- Aposteln Andreas kallelse, efter Federico Barocci
- Vilan i Egypten, efter Hendrik Goltzius
- Bebådelsen (sex gravyrer)